# Уолш, Кимберли
Кимберли Джейн Уолш (англ. Kimberley Jane Walsh; род. 20 ноября 1981) — британская певица, солистка поп-группы Girls Aloud.

## Биография
Родилась в Брадфорде, Уэст-Йоркшир в семье Дианы и Джона Уолшей. Кимберли — второй ребёнок в семье, у неё есть две сестры и брат. С детства юная Кимберли уже снималась в рекламе и участвовала в школьных театральных постановках.
В 2002 году Кимберли прошла кастинг на шоу Popstars: The Rivals, и хотя с первого раза не попала в десятку конкурсанток, позже заменила одну из них и дошла до финала. Пять лучших, по мнению зрителей, девушек образовали группу Girls Aloud, солисткой которой Кимберли являлась вплоть до объявления о распаде коллектива в марте 2013 года.
В качестве сольной артистки Кимберли пробовала себя как на телевидении, так и в кино. Но больше всего пение она любит совмещать с танцами — девушка не раз признавалась в своей любви к музыкальному театру. С октября 2011 года по май 2012 года она блистала на Вест-Эндской постановке «Шрек: Мюзикл» в роли Принцессы Фионы, заменив беременную Аманду Холден. Осенью 2012 Уолш приняла участие в шоу-проекте «Strictly Come Dancing». Партнёром певицы стал танцор Паша Ковалев, пара дошла до финала и заняла второе место.
4 мая 2013 года Кимберли выпустила свой первый сольный альбом, «Centre Stage», представляющий собой компиляцию её самых любимых арий из разных мюзиклов, а также включающий несколько совершенно новых треков.
Кимберли продолжает периодически появляться на театральных подмостках. В числе постановок Вест Энда, в которых она была задействована — «Sweet Charity» и «Elf: The Musical» (2015), а также «Big The Musical» и «Sleepless, A Musical Romance» (2019).
Певица нередко принимает участие в благотворительных кампаниях. Так в марте 2009 года Кимберли наряду с другими британскими знаменитостями совершила восхождение на гору Килиманджаро в качестве акции для благотворительной организации Comic Relief.
Также Кимберли очень часто становится лицом новых линеек различных модных брендов: в их числе одежда New Look, Puma, Very, очки Specsavers и средства по уходу за волосами Schwarzkopf. В 2018 году вместе с братом Адамом она основала собственную линейку детской одежды Kimba Kids.

## Личная жизнь
С 2004 года Кимберли состоит в фактическом, а с 2016 года — в официальном браке с бывшим участником мужской музыкальной поп-группы Triple 8 Джастином Скоттом. У пары есть трое сыновей — Бобби Джей Скотт (род.04.09.2014), Коул Джейкоб Скотт (род. декабрь 2016) и Нэйт Джексон Скотт (род. 28.05.2021).
Осенью 2013 года Кимберли Уолш выпустила свою первую автобиографию, получившую название «A Whole Lot of History».

## Дискография

### Сольное творчество
- Centre Stage (2013)

1. One Day I’ll Fly Away
2. On My Own
3. Somewhere
4. Falling Slowly (featuring Ronan Keating)
5. Memory
6. Defying Gravity
7. I Still Believe (featuring Louise Dearman)
8. Dreams Can Learn To Fly
9. Another Suitcase In Another Hall
10. Hushabye Mountain
11. As Long As He Needs Me
12. You First Loved Me

Digital deluxe edition bonus tracks:
1. One Day I’ll Fly Away (The Alias Club Mix)
2. Easy Terms (Acoustic Version)
3. Someone To Watch Over Me (Acoustic)
4. Tomorrow (Acoustic version)

### Совместные работы
| Сингл                                  | Год  | Наивысшая позиция в чарте | Наивысшая позиция в чарте | Альбом                   |
| Сингл                                  | Год  | UK                        | IRE                       | Альбом                   |
| -------------------------------------- | ---- | ------------------------- | ------------------------- | ------------------------ |
| «Like U Like» (вместе с Aggro Santos)  | 2011 | 8                         | 13                        | AggroSantos.com          |
| «One Vision» (вместе с Alfie Boe)      | 2012 | —                         | —                         | Team Great Britain       |
| «The Road» (вместе с Alistair Griffin) | 2014 | —                         | —                         | Yorkshire’s Grand Départ |

## Фильмография
- Ужасный Генри (2011) — Противная Полли
- All Stars (2013)
- The Lodge (2017) — Ребекка
- Ackley Bridge (2018) — Клэр Баттерворф